# Triticum dicoccon
Triticum dicoccon är en gräsart som först beskrevs av Franz von Paula Schrank, och fick sitt nu gällande namn av Gustav Schübler. Triticum dicoccon ingår i släktet veten, och familjen gräs. Inga underarter finns listade i Catalogue of Life.

## Olika namn
- Triticum vulgare var. dicoccon
- Triticum volgense (Flaksb.) Nevski
- Triticum turgidum subsp. volgense
- Triticum turgidum subsp. palaeocolchicum
- Triticum turgidum subsp. dicoccon
- Triticum tricoccum Schübl.
- Triticum subspontaneum (Tzvelev) Czerep.
- Triticum spelta var. dicoccon
- Triticum sativum var. dicoccon
- Triticum palaeocolchicum Menabde
- Triticum maturatum Flaksb.
- Triticum macha subsp. palaeocolchicum
- Triticum karamyschevii Nevski
- Triticum ispahanicum Heslot
- Triticum immaturatum Flaksb.
- Triticum georgicum (Flaksb.) Dekapr.
- Triticum gaertnerianum Lag.
- Triticum farrum Bayle-Bar.
- Triticum dicoccon f. volgense
- Triticum dicoccon subsp. volgense
- Triticum dicoccon var. uncinatum
- Triticum dicoccon var. turgidoides
- Triticum dicoccon var. tomentosum
- Triticum dicoccon subsp. subspontaneum
- Triticum dicoccon var. suberythromelan
- Triticum dicoccon var. rufescens
- Triticum dicoccon var. rubrispicatum
- Triticum dicoccon var. rubrimuticum
- Triticum dicoccon var. rubrifumidum
- Triticum dicoccon var. ramosoreichenbachii
- Triticum dicoccon var. ramosoprovinciale
- Triticum dicoccon var. ramosolencurum
- Triticum dicoccon var. pseudouncinatum
- Triticum dicoccon var. pseudorubrispicatum
- Triticum dicoccon var. pseudonigrirubrum
- Triticum dicoccon var. pseudonigralbum
- Triticum dicoccon var. pseudoerythrurum
- Triticum dicoccon var. pseudoalbispicatum
- Triticum dicoccon var. pseudoalbifumidum
- Triticum dicoccon var. nigrum
- Triticum dicoccon var. nigrirubrimuticum
- Triticum dicoccon var. nigralbimuticum
- Triticum dicoccon var. levimurciense
- Triticum dicoccon var. italicum
- Triticum dicoccon subsp. georgicum
- Triticum dicoccon var. farrum
- Triticum dicoccon var. falcatiniloticum
- Triticum dicoccon var. falcatimurciense
- Triticum dicoccon var. falcatimelaleucum
- Triticum dicoccon var. falcaticoerulescens
- Triticum dicoccon var. falcaterythromelan
- Triticum dicoccon subsp. eurorum
- Triticum dicoccon subsp. europaeum
- Triticum dicoccon var. chwamlicum
- Triticum dicoccon var. caucasicum
- Triticum dicoccon f. caucasicum
- Triticum dicoccon subsp. azerbaidzhanicum
- Triticum dicoccon var. atratum
- Triticum dicoccon subsp. asiaticum
- Triticum dicoccon var. arpurunial
- Triticum dicoccon f. armeniacum
- Triticum dicoccon var. ajar
- Triticum cienfuegos Lag.
- Triticum atratum Host
- Triticum arras Hochst.
- Triticum armeniacum (Stolet.) Nevski
- Triticum amyleum Ser.
- Triticum aestivum var. dicoccon
- Triticum aestivum subsp. dicoccon
- Spelta amylea (Ser.) Ser.
- Gigachilon polonicum subsp. palaeocolchicum
- Gigachilon polonicum subsp. dicoccon